# Lippia
- Commons
- Wikispecies

Lippia L. é um género botânico pertencente à família Verbenaceae.

## Sinonìmia
- Burroughsia Moldenke

## Espécies
O gênero Lippia possui 191 espécies reconhecidas atualmente.
- Lippia aberrans (Briq.) Tronc.
- Lippia abyssinica (Otto & A.Dietr.) Cufod.
- Lippia acuminata C.Wright ex Griseb.
- Lippia acutidens Mart. & Schauer
- Lippia adoensis Hochst.
- Lippia adpressa Hayek
- Lippia affinis Schauer
- Lippia alba (Mill.) N.E.Br. ex Britton & P.Wilson
- Lippia alnifolia Schauer
- Lippia americana L.
- Lippia angustifolia Cham.
- Lippia antaica Loes. & Moldenke
- Lippia appendiculata B.L.Rob. & Greenm.
- Lippia arechavaletae Moldenke
- Lippia aristata Schauer
- Lippia asperrima Cham.
- Lippia balansae Briq.
- Lippia baumii Gürke
- Lippia bellatula Moldenke
- Lippia brachypoda (Hayek) Tronc.
- Lippia bracteosa (M.Martens & Galeotti) Moldenke
- Lippia bradeana Moldenke
- Lippia bradei Moldenke
- Lippia brasiliensis (Link) T.R.S.Silva
- Lippia bromleyana Moldenke
- Lippia burtonii Baker
- Lippia callensii Moldenke
- Lippia callicarpifolia Kunth
- Lippia campestris Moldenke
- Lippia candicans Hayek
- Lippia cardiostegia Benth.
- Lippia carviodora Meikle
- Lippia chevalieri Moldenke
- Lippia chiapasensis Loes.
- Lippia chrysantha Greenm.
- Lippia coarctata Tronc.
- Lippia coriacea Briq.
- Lippia corymbosa Cham.
- Lippia culmenicola Moldenke
- Lippia dauensis (Chiov.) Chiov.
- Lippia domingensis Moldenke
- Lippia duartei Moldenke
- Lippia dumetorum Herzog
- Lippia ekmanii Moldenke
- Lippia elegans Cham.
- Lippia elliptica Schauer
- Lippia eupatorium Schauer
- Lippia fastigiata Brandegee
- Lippia felippei Moldenke
- Lippia ferruginea Kunth
- Lippia filifolia Mart. & Schauer
- Lippia fissicalyx Tronc.
- Lippia flavida Urb.
- Lippia florida Cham.
- Lippia formosa Brandegee
- Lippia fragrans Turcz.
- Lippia gardneriana Schauer
- Lippia gehrtii Moldenke
- Lippia gentryi Standl.
- Lippia glandulosa Schauer
- Lippia glazioviana Loes.
- Lippia gossweileri S.Moore
- Lippia gracilis Schauer
- Lippia grandiflora Mart. & Schauer
- Lippia grata Schauer
- Lippia graveolens Kunth
- Lippia harleyi Moldenke
- Lippia hassleriana Chodat
- Lippia hatschbachii Moldenke
- Lippia hederifolia Mart. & Schauer
- Lippia herbacea Mart. ex Schauer
- Lippia hieraciifolia Cham.
- Lippia hirsuta L.f.
- Lippia hirta (Cham.) Meisn. ex Walp.
- Lippia hispida R.D.Good
- Lippia hoehnei Moldenke
- Lippia inopinata Moldenke
- Lippia insignis Moldenke
- Lippia integrifolia (Griseb.) Hieron.
- Lippia iodophylla Schauer
- Lippia jangadensis S.Moore
- Lippia javanica (Burm.f.) Spreng.
- Lippia junelliana (Moldenke) Tronc.
- Lippia kituiensis Vatke
- Lippia lacunosa Mart. & Schauer
- Lippia lamiana (Moldenke) Moldenke
- Lippia lanata Walp.
- Lippia lasiocalycina Cham.
- Lippia lasiocalyx Herzog
- Lippia laxibracteata Herzog
- Lippia lindmanii Briq.
- Lippia linearifolia Moldenke
- Lippia lojensis Moldenke
- Lippia longipedunculata Kuntze
- Lippia longispicata Salimena, Fatima Regina G.
- Lippia lopezii Moldenke
- Lippia lorentzii Moldenke
- Lippia lupulina Cham.
- Lippia macedoi Moldenke
- Lippia macrophylla Cham.
- Lippia magentea T.R.S.Silva
- Lippia marrubiifolia Reichardt
- Lippia martiana Schauer
- Lippia mattogrossensis Moldenke
- Lippia maximiliani (Schauer) T.R.S.Silva
- Lippia mcvaughii Moldenke
- Lippia melastomifolia Gand.
- Lippia mexicana G.L.Nesom
- Lippia microcephala Cham.
- Lippia micromera Schauer
- Lippia microphylla Cham.
- Lippia morii Moldenke
- Lippia multiflora Moldenke
- Lippia myriocephala Schltdl. & Cham.
- Lippia nana Schauer
- Lippia nepetacea Schauer
- Lippia oatesii Rolfe
- Lippia oaxacana B.L.Rob. & Greenm.
- Lippia obscura Briq.
- Lippia origanoides Kunth
- Lippia oxycnemis Schauer
- Lippia oxyphyllaria (Donn.Sm.) Standl.
- Lippia palmeri S.Watson
- Lippia paranensis (Moldenke) T.R.S.Silva & Salimena
- Lippia pearsonii Moldenke
- Lippia pedunculata H.Pearson
- Lippia pedunculosa Hayek
- Lippia pendula Rusby
- Lippia petiolata Moldenke
- Lippia phryxocalyx Briq.
- Lippia plicata Baker
- Lippia pohliana Schauer
- Lippia possensis Moldenke
- Lippia praecox Mildbr. ex Moldenke
- Lippia primulina S.Moore
- Lippia procurrens (Schauer) T.R.S.Silva
- Lippia pseudothea (A.St.-Hil.) Schauer
- Lippia pubescens (Moldenke) T.R.S.Silva
- Lippia pumila Cham.
- Lippia pusilla T.R.S.Silva & Salimena
- Lippia radula Baker
- Lippia ramboi Moldenke
- Lippia recolletae Morong
- Lippia rehmannii H.Pearson
- Lippia renifolia Turcz.
- Lippia reticulata Hayek
- Lippia rhodocnemis Mart. & Schauer
- Lippia riedeliana Schauer
- Lippia rigida Schauer
- Lippia rivalis Moldenke
- Lippia rondonensis Moldenke
- Lippia rosella Moldenke
- Lippia rosmarinifolia Andersson
- Lippia rotundifolia Cham.
- Lippia rubella (Moldenke) T.R.S.Silva & Salimena
- Lippia rubiginosa Schauer
- Lippia rugosa A.Chev.
- Lippia rzedowskii Moldenke
- Lippia salicifolia Andersson
- Lippia salsa Griseb.
- Lippia salviifolia Cham.
- Lippia sandwithiana Moldenke
- Lippia saturejifolia Mart. & Schauer
- Lippia savoryi Meikle
- Lippia scaberrima Sond.
- Lippia schaueriana Mart. ex Schauer
- Lippia schlimii Turcz.
- Lippia sclerophylla Briq.
- Lippia sericea Cham.
- Lippia sidoides Cham.
- Lippia somalensis Vatke
- Lippia spiraeastrum (Mart. & Schauer) T.R.S.Silva
- Lippia stachyoides Cham.
- Lippia subracemosa Mansf.
- Lippia suffruticosa (Griseb.) Kuntze
- Lippia tayacajana Moldenke
- Lippia tegulifera Briq.
- Lippia thymoides Mart. & Schauer
- Lippia trachyphylla Briq.
- Lippia tristis Briq.
- Lippia trollii Moldenke
- Lippia turbinata Griseb.
- Lippia turnerifolia Cham.
- Lippia umbellata Cav.
- Lippia velutina Schauer
- Lippia vernonioides Cham.
- Lippia vilafloridanaridana Kuntze
- Lippia villafloridana Kuntze
- Lippia vinosa Moldenke
- Lippia woodii Moldenke
- Lippia yucatana Loes.

## Classificação do gênero
| Sistema | Classificação                        | Referência               |
| ------- | ------------------------------------ | ------------------------ |
| Linné   | Classe Didynamia, ordem Angiospermia | Species plantarum (1753) |